# Шхиян, Анна Семёновна
Анна Семёновна Шхиян, (9 июля 1905 — 15 мая 1990) — советский ботаник, исследовательница флоры Кавказа. Доктор биологических наук (1974).

## Биография
Анна Семёновна Шхиян родилась 9 июля 1905 года в Тифлисе в семье педагога. Увлечение естествознанием привело её на сельскохозяйственный факультет Тифлисского государственного политехнического института, позднее реорганизованного в Тифлисский государственный университет. В 1929 году переехала в Армению, где принимала участие в облесении курорта Арзни. В 1933 году перешла на работу в биологический сектор Закавказского филиала АН СССР в Тбилиси, который позже, в 1934 году, вошёл в состав вновь образованного Ботанического института. Здесь проходило её становление как учёного-ботаника: флористические и геоботанические экспедиции по всему Кавказу, обработки систематически сложных родов и семейств, защита диссертаций. 
Много было сделано ею для регулирования хозяйственной деятельности человека в Закавказье — паспортизация зимних пастбищ ряда районов Азербайджанской ССР, геоботаническое обследование лесов Нижней Карталинии, составление карт и очерка растительности этого района, обследование диких плодовых лесов Восточной Грузии. Результаты этой работы нашли отражение в сборнике "Полезные растения".
Особое значение в научной деятельности А. С. Шхиян имели систематические исследования, послужившие основой диссертаций. Кандидатская диссертация, защищённая в 1944 году, была посвящена систематике и географии кавказских представителей рода Мышиный гиацинт (Muscari) и до настоящего времени не потеряла своего значения. Данные этой работы вошли в различные сводки, в частности в восьмитомную "Флору Грузии" (1941—1952) в создании которой А. С. Шхиян принимала активное участие. Докторская диссертация — результаты систематического исследования семейства Ворсянковые (Dipsacaceae) на Кавказе, была защищена в 1974 году, и также нашла отражение во всех изданиях, посвящённых флоре Кавказа.
А. С. Шхиян читала курс лекций на армянском языке по систематике и общей ботанике на армянском отделении естественно-географического факультета Педагогического института им. А. С. Пушкина в Тбилиси.
С 1975 года жила в Ереване и работала в отделе систематики и географии Института ботаники АН Армянской ССР вплоть до осени 1989 года, участвовала в издании "Флоры Армении", обработала ряд сложнейших родов, готовилась к изданию планировавшейся "Флоры Кавказа". Количество её научных трудов приближается к 50.

## Основные труды
- Шхиян А. С. Род Scabiosa L. на Кавказе // Труды Тбилисского ботанического института : журнал. — 1956. — Т. 18, № 10. — С. 3—68.
- Шхиян А. С. Семейство Dipsacaceae A.L.Jussieu на Кавказе: Автореферат... докт. биолог. наук / ТГУ. — Тбилиси: Мецниереба, 1974. — 27 с.
- Шхиян А. С. Род Helichrysum Mill. (Asteraceae) в Армении // Новости систематики высших растений : журнал. — 1986. — Т. 23, № 10. — С. 198—205. — ISSN 0568-5443.
- Шхиян А. С., Нерсесян А. А. Род Muscari Mill., Гадючий лук, Мышиный гиацинт // Флора Армении = Հայաստանի Ֆլորան : в 11 т. / под ред. А. Л. Тахтаджяна. — Ruggell (Liechtenstein) : Gantner, 2001. — Т. 10 : Monocotyledones (исключая Poaceae) / отв. ред. тома Э. Ц. Габриэлян, М. Э. Оганесян. — С. 262—271. — 612 с. — ISBN 3-904144-16-2.
- Шхиян А. С., Нерсесян А. А. Род Bellevalia Lapeyr., Беллевалия // Флора Армении = Հայաստանի Ֆլորան : в 11 т. / под ред. А. Л. Тахтаджяна. — Ruggell (Liechtenstein) : Gantner, 2001. — Т. 10 : Monocotyledones (исключая Poaceae) / отв. ред. тома Э. Ц. Габриэлян, М. Э. Оганесян. — С. 271—279. — 612 с. — ISBN 3-904144-16-2.

## Память
В честь А. С. Шхиян назван 
- Лук Шхиян (Allium schchianae)